# Hłusk (gmina)
Hłusk (w 1919 alt. Kłusk) – dawna gmina wiejska funkcjonująca pod zwierzchnictwem polskim w latach 1919–1920 na obszarze tzw. administracyjnego okręgu mińskiego. Siedzibą władz gminy był Hłusk, stanowiący odrębną gminę miejską.
Początkowo gmina należała do powiatu bobrujskiego w guberni mińskiej. 15 września 1919 roku gmina wraz z powiatem bobrujskim weszła w skład administrowanego przez Zarząd Cywilny Ziem Wschodnich okręgu mińskiego.
Po wytyczeniu granicy wschodniej gmina znalazła się poza terytorium II Rzeczypospolitej.